# Killer Queen
Killer Queen is een nummer van de Britse rockband Queen. Met deze vierde single bereikten ze begin 1975 de tweede plaats in de Engelse hitlijsten en werden ze bekend bij het grote publiek. Het nummer is geschreven door zanger en pianist Freddie Mercury en is verschenen op het album Sheer Heart Attack.
Mercury heeft aangegeven dat hij bij het schrijven van dit nummer beïnvloed is door onder andere vroege nummers van The Beatles en The Beach Boys en tekstueel door Noël Coward. De tekst is geschreven voordat de complexere muzikale stukken werden geschreven.

## Opnamesessies
In plaats van een vleugel, zoals hij normaal gebruikte, nam Mercury het nummer op met een buffetpiano om het nummer een Vaudeville-gevoel te geven. De zang is gedeeltelijk vierstemmig, voornamelijk in de refreinen, maar ook in de achtergrondzang bij de coupletten. De gitaarsolo van Brian May bestaat uit drie tracks.

## Interpretatie
People are used to hard rock, energy music from Queen, yet with this single, you almost expect Noel Coward to sing it. It's one of those bowler hat, black suspender belt numbers - not that Coward would wear that. [...] It's about a high class call girl. I'm trying to say that classy people can be whores as well. That's what the song is about, though I'd prefer people to put their own interpretation upon it - to read what they like into it.
De mensen zijn hardrock, energieke muziek gewend van Queen, maar met dit nummer verwacht je eerder dat Noel Coward het zingt. Het is zo 'n bolhoed-zwarte bretels-nummer. Niet dat Coward die zou dragen trouwens. [...] Het gaat over een chique callgirl. Ik wil zeggen dat stijlvolle mensen ook hoeren kunnen zijn. Dat is waar het nummer over gaat, hoewel ik liever heb dat mensen er hun eigen interpretatie aan geven, om er in te lezen wat ze zelf willen.
— Freddie Mercury

Killer Queen was the turning point. It was the song that best summed up our kind of music, and a big hit, and we desperately needed it as a mark of something successful happening for us... I was always very happy with this song. The whole record was made in a very craftsmanlike manner. I still enjoy listening to it because there's a lot to listen to, but it never gets cluttered. There's always space for all the little ideas to come through. And of course I like the solo, with that three-part section, where each part has its own voice. What can say? It's vintage Queen. The first time I heard Freddie playing that song, I was lying in my room in Rockfield, feeling very sick. After Queen's first American tour I had hepatitis, and then I had very bad stomach problems and I had to be operated on. So I remember just lying there, hearing Freddie play this really great song and feeling sad, because I thought, 'I can't even get out of bed to participate in this. Maybe the group will have to go on without me.' No one could figure out what was wrong with me. But then I did go into the hospital and I got fixed up, thank God. And when I came out again, we were able to finish off Killer Queen. They left some space for me and I did the solo. I had strong feelings about one of the harmony bits in the chorus, so we had another go at that too.
Killer Queen was het keerpunt. Het was het nummer dat onze soort muziek het beste weergaf, en het was een grote hit, en dat hadden we heel erg nodig als een teken dat er iets succesvols gebeurde met ons... Ik ben altijd erg tevreden geweest over dit lied. De hele plaat werd op zeer ambachtelijke wijze gemaakt. Ik luister er nog altijd graag naar, want er is veel om naar te luisteren maar het wordt nooit een rommeltje. Er is altijd ruimte voor alle kleine ideeën om door te komen. En natuurlijk vind ik de solo mooi, met die driedelige sectie, waar elk deel zijn eigen stem heeft. Hoe zal ik het zeggen? Het is klassiek Queen. De eerste keer dat ik Freddie het nummer hoorde spelen, lag ik in mijn kamer in Rockfield (een huisstudio in Wales), ik voelde me heel ziek. Na Queens eerste Amerikaanse tour had ik hepatitis, en toen kreeg ik grote problemen met mijn maag en moest ik geopereerd worden. Ik herinner me dus dat ik daar lag terwijl Freddie dat nummer speelde en ik voelde me rot, want ik dacht: ik kan niet eens uit bed komen om hieraan mee te doen, misschien moet de groep wel zonder mij verder. Niemand wist wat er mis met me was. Maar toen ging ik het ziekenhuis in en werd ik opgeknapt, Godzijdank. En toen ik er uit kwam, konden we Killer Queen afmaken. Ze hadden wat ruimte voor me gelaten en ik deed de solo. Ik had sterke gevoelens bij een van de harmonische stukjes in het refrein, dus deden we dat ook nog eens over.
— Brian May

## Covers
Verschillende bands hebben coverversies van het nummer gespeeld:
- De band Travis nam het nummer op als B-kant voor hun single Sing uit 2001.
- Sum 41 nam het nummer op als onderdeel van Killer Queen: A Tribute to Queen (2005).
- In de computerspellen Guitar Hero en Taiko: Drum Master voor de PlayStation 2 is Killer Queen ook opgenomen. Ook de speelhalvarianten van deze spellen, Guitar Freaks en Drummania bevatten het nummer.
- Panic! at the Disco speelde het nummer live tijdens hun Nothing Rhymes with Circus tour.
- 5 Seconds of Summer heeft het nummer gecoverd ter promotie van de Queen-film Bohemian Rhapsody uit 2018.

## Verwijzingen
- De langst bestaande Queen-tributeband heet Killer Queen. Zij spelen het lied ook bij elk optreden.
- The Killer Queen is een belangrijk personage in de Queenmusical We Will Rock You. Het is de antagonist die jacht maakt op de vrijgevochten bohemians.
- Een scène van de film Shaun Of The Dead heeft de titel Killer Queen. In deze scène wordt het Queen-nummer Don't Stop Me Now gespeeld.

### Hitnotering
| Killer Queen in de Nederlandse Top 40 - binnen: 14-12-1974 | Killer Queen in de Nederlandse Top 40 - binnen: 14-12-1974 | Killer Queen in de Nederlandse Top 40 - binnen: 14-12-1974 | Killer Queen in de Nederlandse Top 40 - binnen: 14-12-1974 | Killer Queen in de Nederlandse Top 40 - binnen: 14-12-1974 | Killer Queen in de Nederlandse Top 40 - binnen: 14-12-1974 | Killer Queen in de Nederlandse Top 40 - binnen: 14-12-1974 | Killer Queen in de Nederlandse Top 40 - binnen: 14-12-1974 | Killer Queen in de Nederlandse Top 40 - binnen: 14-12-1974 | Killer Queen in de Nederlandse Top 40 - binnen: 14-12-1974 | Killer Queen in de Nederlandse Top 40 - binnen: 14-12-1974 | Killer Queen in de Nederlandse Top 40 - binnen: 14-12-1974 | Killer Queen in de Nederlandse Top 40 - binnen: 14-12-1974 |
| Week                                                       | 1                                                          | 2                                                          | 3                                                          | 4                                                          | 5                                                          | 6                                                          | 7                                                          | 8                                                          | 9                                                          | 10                                                         | 11                                                         |                                                            |
| ---------------------------------------------------------- | ---------------------------------------------------------- | ---------------------------------------------------------- | ---------------------------------------------------------- | ---------------------------------------------------------- | ---------------------------------------------------------- | ---------------------------------------------------------- | ---------------------------------------------------------- | ---------------------------------------------------------- | ---------------------------------------------------------- | ---------------------------------------------------------- | ---------------------------------------------------------- | ---------------------------------------------------------- |
| Nummer                                                     | 28                                                         | 11                                                         | 8                                                          | 5                                                          | 3                                                          | 3                                                          | 6                                                          | 10                                                         | 16                                                         | 25                                                         | 36                                                         | uit                                                        |

| Killer Queen in de Nederlandse Single Top 100 - binnen: 14-12-1974 | Killer Queen in de Nederlandse Single Top 100 - binnen: 14-12-1974 | Killer Queen in de Nederlandse Single Top 100 - binnen: 14-12-1974 | Killer Queen in de Nederlandse Single Top 100 - binnen: 14-12-1974 | Killer Queen in de Nederlandse Single Top 100 - binnen: 14-12-1974 | Killer Queen in de Nederlandse Single Top 100 - binnen: 14-12-1974 | Killer Queen in de Nederlandse Single Top 100 - binnen: 14-12-1974 | Killer Queen in de Nederlandse Single Top 100 - binnen: 14-12-1974 | Killer Queen in de Nederlandse Single Top 100 - binnen: 14-12-1974 | Killer Queen in de Nederlandse Single Top 100 - binnen: 14-12-1974 | Killer Queen in de Nederlandse Single Top 100 - binnen: 14-12-1974 |
| Week                                                               | 1                                                                  | 2                                                                  | 3                                                                  | 4                                                                  | 5                                                                  | 6                                                                  | 7                                                                  | 8                                                                  | 9                                                                  |                                                                    |
| ------------------------------------------------------------------ | ------------------------------------------------------------------ | ------------------------------------------------------------------ | ------------------------------------------------------------------ | ------------------------------------------------------------------ | ------------------------------------------------------------------ | ------------------------------------------------------------------ | ------------------------------------------------------------------ | ------------------------------------------------------------------ | ------------------------------------------------------------------ | ------------------------------------------------------------------ |
| Nummer                                                             | 29                                                                 | 10                                                                 | 7                                                                  | 4                                                                  | 3                                                                  | 7                                                                  | 8                                                                  | 14                                                                 | 26                                                                 | uit                                                                |

### NPO Radio 2 Top 2000
| Nummer met noteringen in de NPO Radio 2 Top 2000 | '99 | '00 | '01 | '02 | '03 | '04 | '05 | '06 | '07 | '08 | '09 | '10 | '11 | '12 | '13 | '14 | '15 | '16 | '17 | '18 | '19 | '20 | '21 | '22 | '23 | '24 |
| ------------------------------------------------ | --- | --- | --- | --- | --- | --- | --- | --- | --- | --- | --- | --- | --- | --- | --- | --- | --- | --- | --- | --- | --- | --- | --- | --- | --- | --- |
| Killer Queen                                     | 179 | 146 | 173 | 154 | 155 | 185 | 230 | 257 | 512 | 250 | 257 | 333 | 248 | 261 | 288 | 306 | 316 | 319 | 310 | 88  | 106 | 131 | 169 | 170 | 190 | 369 |

1. ↑  Een vetgedrukt getal geeft de hoogste notering aan.